# Jan Esche
Jan Esche (* 1957 in Erlangen) ist ein deutscher Autor und Publizist, der im Bereich der sogenannten „Architekturkommunikation“ arbeitet. Dabei behandelt er unternehmerisches Selbstverständnis und Unternehmenskultur in der Architektur-Branche.

## Leben

### Studium und Lehre
Esche studierte von 1979 bis 1989 Geschichte, Kunstgeschichte und Politologie in Hamburg und promovierte an der Universität Hamburg zum Thema: „Koloniales Anspruchdenken in Deutschland im Zeitraum 1914-1933“. Seit 2005 ist er Lehrbeauftragter an der Fachhochschule Salzburg und seit 2007 an der Fachhochschule Weihenstephan.

### Praxis
Mitglied Deutscher Werkbund Bayern. Seit 1988 Veröffentlichungen zu Architektur, Städtebau und Denkmalschutz in verschiedenen Fachzeitschriften, Jahrbüchern und Tageszeitungen.
- 1988–1991 Architekturkolumne Hamburger Rundschau, Hamburg.
- 1992–1993 Redakteur Magazin A&W Architektur & Wohnen, Hamburg.
- 1993–1997 Wissenschaftliche und journalistische Betreuung Publikationen und Ausstellungen Architekturbüro gmp von Gerkan, Marg und Partner, Hamburg.
- 1997–2000 Leiter Information und Kommunikation Architekturbüro Ingenhoven, Overdiek und Partner, Düsseldorf.
- 2000–2002 Marketing Manager RKW Rhode Kellermann Wawrowsky Architektur + Städtebau, Düsseldorf.
- 2002–2007 Mitglied der Geschäftsleitung und Leiter Kommunikation Architekturbüro Henn Architekten, München.

Seitdem selbstständig in München.

## Veröffentlichungen
- Netzwerken - Der Zusammenhang von Netzwerk und Erfolg, in: Architecture Preview, 001/2008, S. 34.
- Strukturelle und inhaltliche Transparenz - Arbeitswelten der Zukunft, in: Flexible Arbeitswelten, Stephan Zinser, Dieter Boch (Hg.), Zürich/Singen: vdf, 2007, ISBN 978-3-7281-3075-4, S. 15–28.
- Architekten Marketing, in: Architekten und Planer Journal 2002 – Sonderausgabe Marketing im Architekturbüro, S. 16–18.
- Strategische Imagepflege, in: Marketing und Kommunikation – Grundlagen, Strategien und Praxis, Edgar Haupt, Manuel Kubitza (Hg.), Basel, Boston, Berlin: Birkhäuser – Verlag für Architektur, 2002, ISBN 3-7643-6570-6, S. 86–89.
- Keine Angst vorm Reden, in: Deutsches Architektenblatt, 11/2000, S. 1388–1389.
- Sinnliches Erleben - Städte gestalten, in: Industriebau 2/2002, S. 18–22.
- Im Zweifel für die Klimatisierung, in: Der Architekt, 11/1999, S. 32–34.
- Stilwerk Design Center, Hamburg, in: Bauwelt, 23/1999, S. 1308–1309.
- Aufbau Ost, in: Bauwelt 26/1999, S. 1473–1474.
- Volkwin Marg im Gespräch mit Jan Esche über Städtebau, Architektur, Kunst und Technik, in: Neue Messe Leipzig, Volkwin Marg, Basel, Boston, Berlin: Birkhäuser – Verlag für Architektur, 1997, ISBN 3-7643-5429-1, S. 34–53.
- Bildungszentrum Reinfeld: Robust und nie langweilig, in: Architektur in Hamburg - Jahrbuch 1997, Hamburgische Architektenkammer (Hg.), S. 50–55.
- Raum für Träume - Ruinen als Ort der Erinnerung, in: Medien-Fabrik Zeisehallen, Anna Brenken (Hg.), Hamburg: Ellert & Richter Verlag, 1993, ISBN 3-89234-450-7, S. 32–47.
- Museum der Arbeit: Bewegung in Barmbek, in: Architektur in Hamburg - Jahrbuch 1996, Hamburgische Architektenkammer (Hg.), S. 20–23.
- Steven Holl, in: Bauwelt, 31/1994, S. 1516.
- Vier Ausstellungen im Hamburger Architektursommer, in: Bauwelt, 24/1994, S. 1376–1377.
- Hafenstraße, Hamburg, in: Bauwelt, 20/1994, S. 1074–1075.
- Leben wie im Loft: Holländische Reihe 11, in Architektur in Hamburg - Jahrbuch 1994, Hamburgische Architektenkammer (Hg.), S. 28–31.
- Bavaria Brauerei; Streng und doch sensibel, in: Architektur in Hamburg - Jahrbuch 1993, Hamburgische Architektenkammer (Hg.), S. 14–17.